# Lavrio B.C.
Il Lavrio B.C. è una società cestistica avente sede a Laurio, in Grecia. Fondata nel 1990, gioca nel campionato greco.

## Roster 2021-2022
Aggiornato al 25 agosto 2021.
|    | Naz.                                        | Ruolo | Sportivo               | Anno | Alt. | Peso | Note |
| -- | ------------------------------------------- | ----- | ---------------------- | ---- | ---- | ---- | ---- |
| 1  | Stati Uniti (bandiera)                      | PG    | Tyson Carter           | 1998 | 193  | 76   |      |
| 5  | Grecia (bandiera)                           | P     | Giōrgos Papandreou     | 1996 | 190  |      |      |
| 7  | Grecia (bandiera)                           | G     | Vasilīs Mouratos       | 1997 | 193  | 100  |      |
| 18 | Grecia (bandiera)                           | AP    | Nikos Persidīs         | 1995 | 200  | 98   |      |
| 26 | Grecia (bandiera)                           | AG    | Petros Geromichalos    | 1994 | 203  | 109  |      |
| 32 | Grecia (bandiera)                           | C     | Stratos Voulgaropoulos | 2000 | 218  | 102  |      |
|    | Stati Uniti (bandiera) · Nigeria (bandiera) | AG    | Al-Wajid Aminu         | 1998 | 201  | 90   |      |
|    | Canada (bandiera)                           | PG    | Jahvon Blair           | 1998 | 193  | 86   |      |
|    | Stati Uniti (bandiera)                      | AG    | Kenny Goins            | 1996 | 201  | 104  |      |
|    | Grecia (bandiera)                           | C     | Dīmītrīs Kaklamanakīs  | 1994 | 208  | 95   |      |
|    | Stati Uniti (bandiera)                      | G     | Marcus Lewis           | 1992 | 194  | 84   |      |
|    | Grecia (bandiera)                           | PG    | Alexandros Nikolaidīs  | 2002 | 190  | 79   |      |
|    | Grecia (bandiera)                           | AP    | Alfīs Pilavios         | 1999 | 198  | 91   |      |
|    | Stati Uniti (bandiera)                      | PG    | Jerry Smith            | 1987 | 188  | 86   |      |

### Staff tecnico
| Allenatore: | Chrīstos Serelīs                        |
| Assistenti: | Sakīs Giannakopoulos, Savvas Kamperidīs |

## Cestisti
- Demarius Bolds 2015-2017